# Heli Air Monaco
 (novembre 2021).
Si vous disposez d'ouvrages ou d'articles de référence ou si vous connaissez des sites web de qualité traitant du thème abordé ici, merci de compléter l'article en donnant les références utiles à sa vérifiabilité et en les liant à la section « Notes et références ».
« La compagnie rouge et blanc »
Heli Air Monaco  est une compagnie aérienne monégasque de transport aérien civil par hélicoptère, sur le site de l'héliport de Monaco, fondée en 1976 par les frères Patrick et Jacques Crovetto ainsi que leur père Maurice sous le règne du prince Rainier III de Monaco.

## Historique
Elle effectue notamment des navettes  de vols d'une durée de 7 minutes environ, entre l'Héliport de Monaco du quartier Fontvieille de Monaco, et l'Aéroport de Nice-Côte d'Azur,  vols privés, vols d'affaires, baptêmes de l'air... 

## Flotte
- 6 Eurocopter AS350 B2/B3 Ecureuils mono-turbine 5  à   6 places, 430 km de rayon d'action
- 2 Eurocopter AS355 N Ecureuil bi-turbine 5  à   6 places
- 1 Eurocopter AS365 N3 Dauphin bi-turbine 8  à   10 places, 900 km de rayon d'action
- 2 Eurocopter EC130 B4 mono-turbine 6  à   7 places

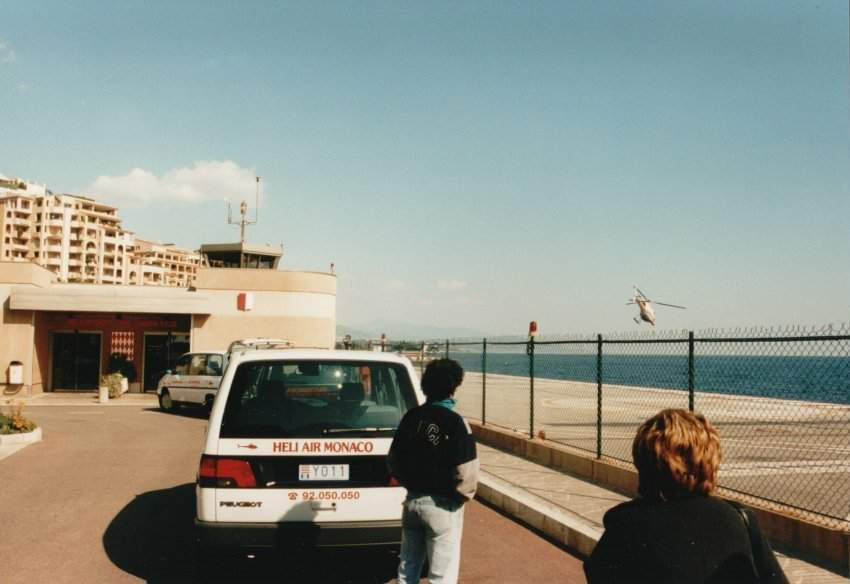
Navette pour passagers Heli Air Monaco devant l'héliport de Monaco.
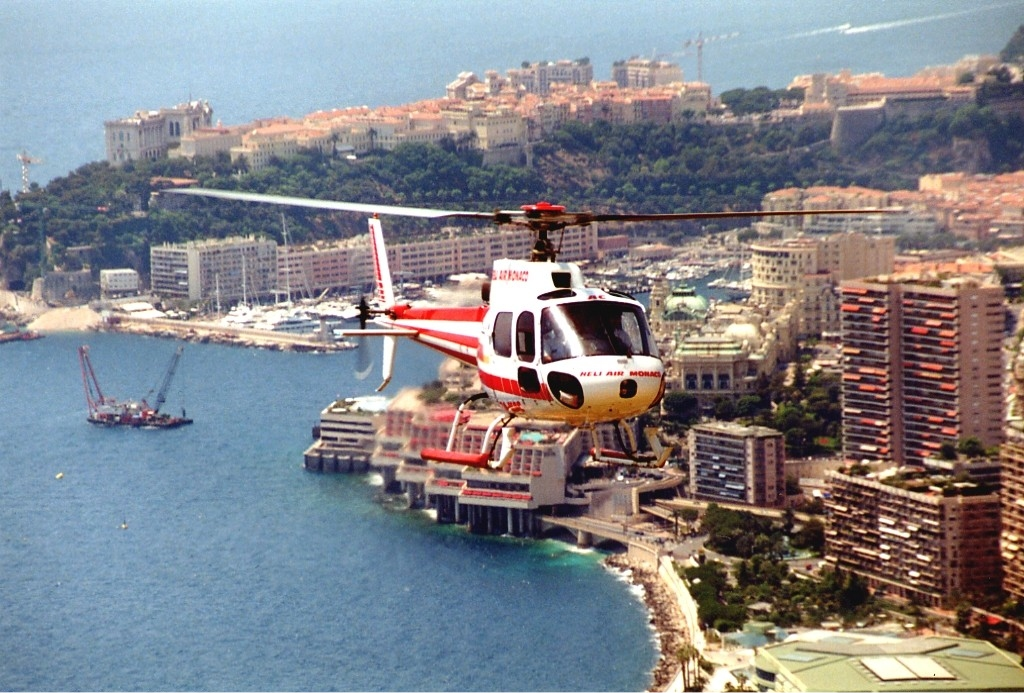
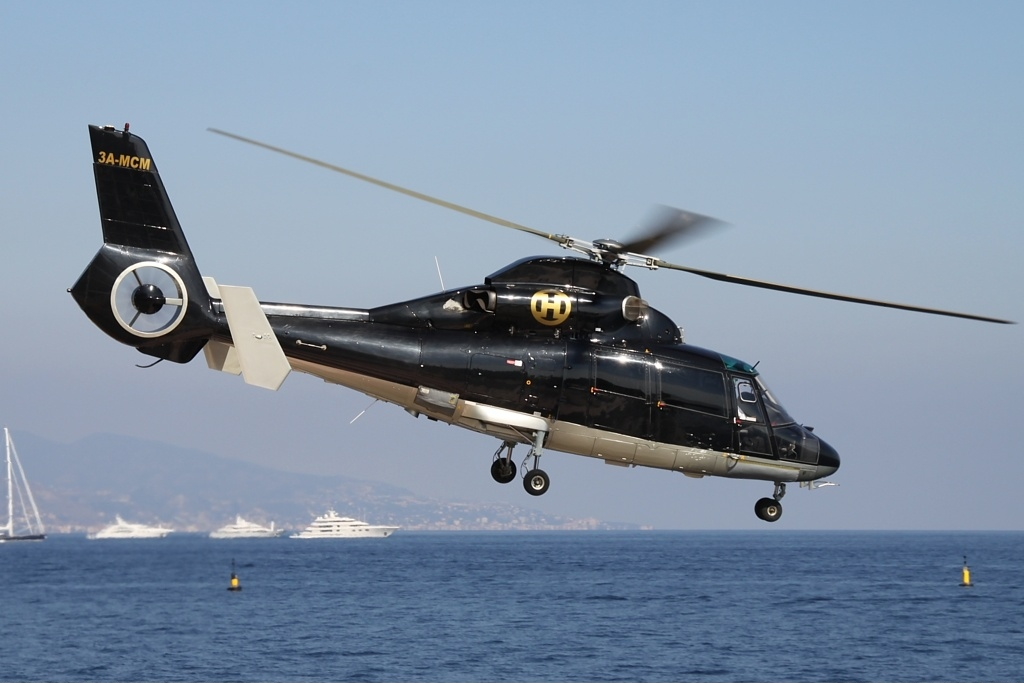
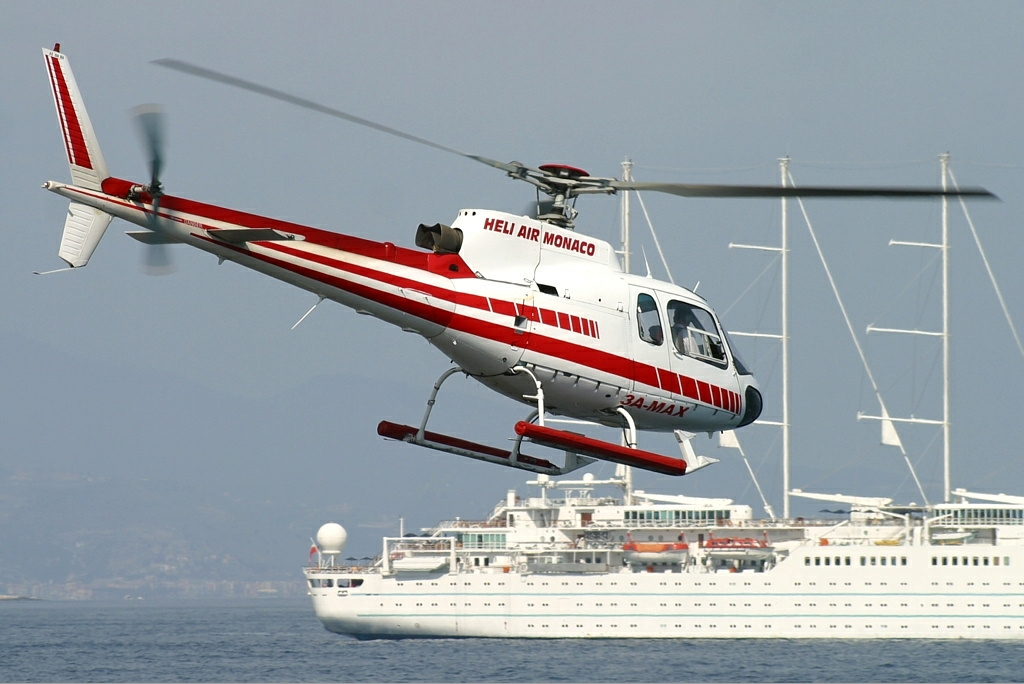
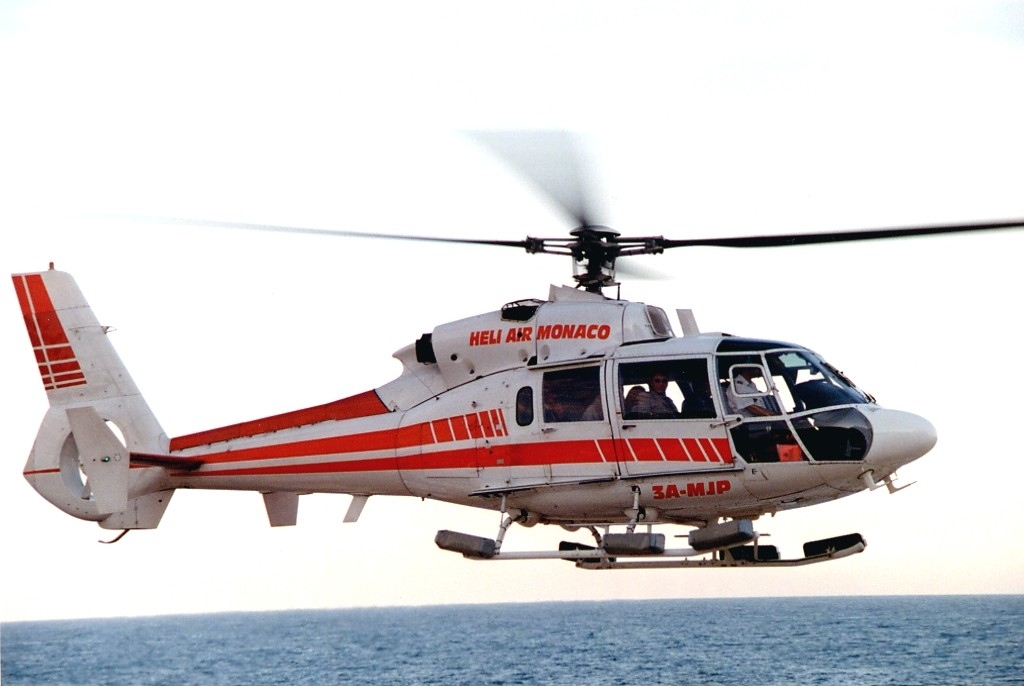